# 于倬云
于倬云（1918年—2004年12月17日），男，汉族，天津人，中国古建筑专家，曾任故宫博物院古建部副主任、教授级高级工程师，中国紫禁城学会会长、名誉会长。